# Bradley Carnell
Bradley Neil Carnell (Johannesburg, 21 gennaio 1977) è un allenatore di calcio ed ex calciatore sudafricano, di ruolo difensore e allenatore del Philadelphia Union.

## Statistiche

### Statistiche da allenatore

#### Club
Statistiche aggiornate al 13 maggio 2021.  In grassetto le competizioni vinte.
| Stagione              | Squadra               | Campionato            | Campionato | Campionato | Campionato | Campionato | Coppe nazionali | Coppe nazionali | Coppe nazionali | Coppe nazionali | Coppe nazionali | Coppe continentali | Coppe continentali | Coppe continentali | Coppe continentali | Coppe continentali | Altre coppe | Altre coppe | Altre coppe | Altre coppe | Altre coppe | Totale | Totale | Totale | Totale | % Vittorie | Piazzamento |
| Stagione              | Squadra               | Comp                  | G          | V          | N          | P          | Comp            | G               | V               | N               | P               | Comp               | G                  | V                  | N                  | P                  | Comp        | G           | V           | N           | P           | G      | V      | N      | P      | %          | Piazzamento |
| --------------------- | --------------------- | --------------------- | ---------- | ---------- | ---------- | ---------- | --------------- | --------------- | --------------- | --------------- | --------------- | ------------------ | ------------------ | ------------------ | ------------------ | ------------------ | ----------- | ----------- | ----------- | ----------- | ----------- | ------ | ------ | ------ | ------ | ---------- | ----------- |
| set.-nov. 2020        | N.Y. Red Bulls        | MLS                   | 14         | 6          | 3          | 5          | -               | -               | -               | -               | -               | -                  | -                  | -                  | -                  | -                  | -           | -           | -           | -           | -           | 14     | 6      | 3      | 5      | 42,86      | Interim     |
| 2023                  | St. Louis City        | MLS                   | 34+2       | 17         | 5          | 12+2       | USOC            | 2               | 1               | 0               | 1               | -                  | -                  | -                  | -                  | -                  | LC          | 2           | 0           | 0           | 2           | 40     | 18     | 5      | 17     | 45,00      | 4°          |
| feb.-giu. 2024        | St. Louis City        | MLS                   | 20         | 3          | 10         | 7          | -               | -               | -               | -               | -               | CCC                | 2                  | 1                  | 0                  | 1                  | LC          | -           | -           | -           | -           | 22     | 4      | 10     | 8      | 18,18      | Eson        |
| Totale St. Louis City | Totale St. Louis City | Totale St. Louis City | 54+2       | 20         | 15         | 19+2       |                 | 2               | 1               | 0               | 1               |                    | 2                  | 1                  | 0                  | 1                  |             | 2           | 0           | 0           | 2           | 62     | 22     | 15     | 25     | 35,48      |             |
| 2025                  | Philadelphia Union    | MLS                   | 12         | 7          | 2          | 3          | USOC            | 1               | 0               | 1               | 0               | -                  | -                  | -                  | -                  | -                  | LC          | 0           | 0           | 0           | 0           | 13     | 7      | 3      | 3      | 53,85      |             |
| Totale carriera       | Totale carriera       | Totale carriera       | 82         | 33         | 20         | 29         |                 | 3               | 1               | 1               | 1               |                    | 2                  | 1                  | 0                  | 1                  |             | 2           | 0           | 0           | 2           | 89     | 35     | 21     | 33     | 39,33      |             |

## Carriera

### Club
Durante la sua carriera ha indossato le maglie di Kaizer Chiefs, Stoccarda, Borussia Mönchengladbach, Karlsruhe e Hansa Rostock.

### Nazionale
Durante la sua carriera ha rappresentato 42 volte la Nazionale sudafricana, senza però andare mai in rete.

## Palmarès

### Giocatore

#### Competizioni nazionali
- Coppa di Lega sudafricana: 2

Kaizer Chiefs: 1997, 1998

#### Competizioni internazionali
- Coppa Intertoto UEFA: 2

Stoccarda: 2000, 2002